# Stefan von Laszewski

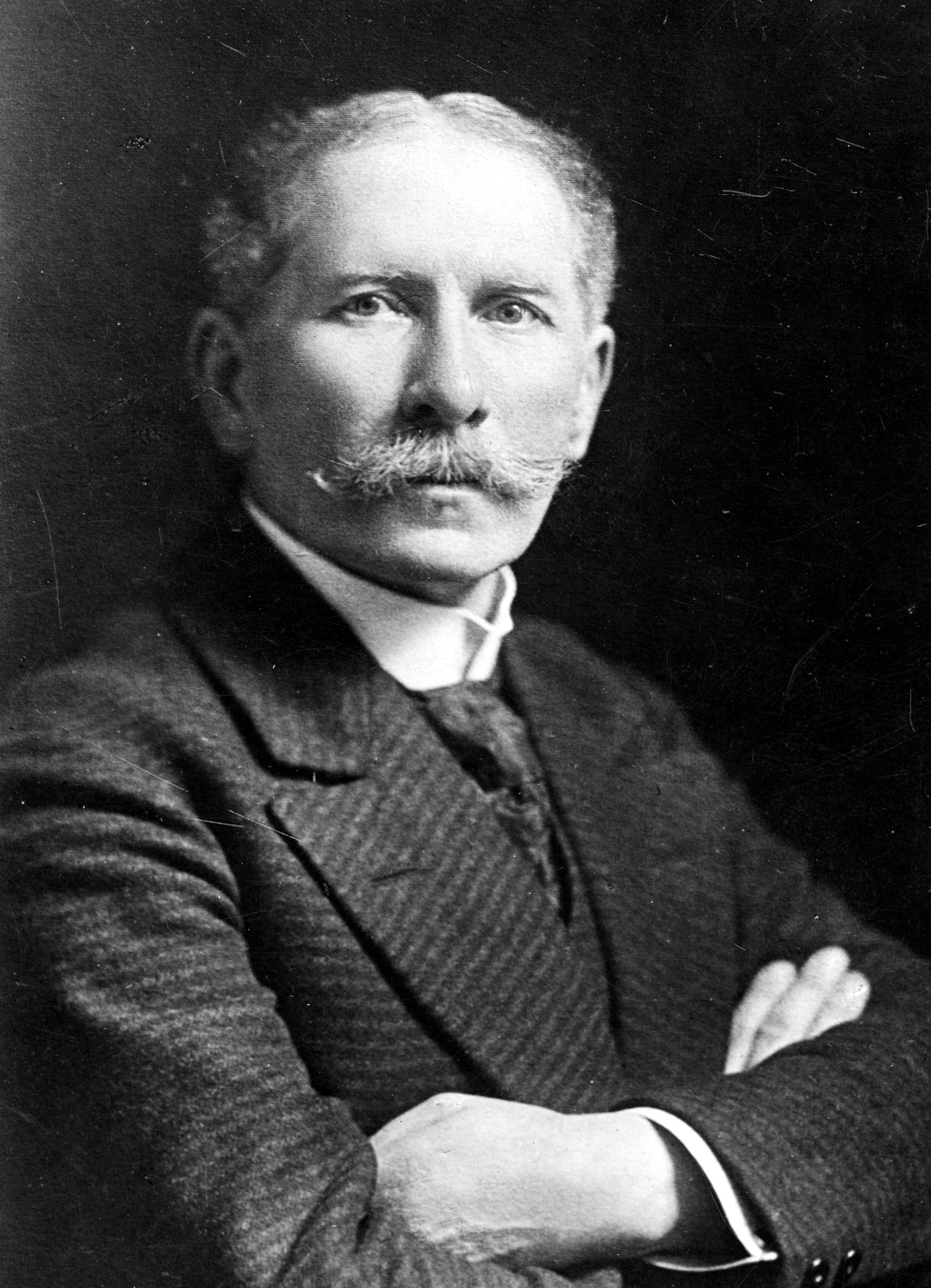
Stefan von Laszewski

Stefan von Laszewski, polnisch Stefan Łaszewski, (* 8. Januar 1862 in Bruchnowko, Kreis Thorn; † 20. März 1924 in Warschau) war ein deutscher und polnischer Jurist und Politiker. Im Deutschen Kaiserreich war er Mitglied des Deutschen Reichstags für die Polnische Fraktion.

## Leben
Laszewski besuchte das Bischöfliche Progymnasium Pelplin, das Königliche Gymnasium Kulm und die Universitäten Breslau und Berlin. Er promovierte zum Dr. jur. an der Universität Leipzig. Seit Januar 1892 war er Gerichtsassessor in Neustadt in Westpreußen und seit Juni 1892 Rechtsanwalt in Graudenz. Er wurde auch Oberleutnant der Landwehr.
Von 1912 bis 1918 war er Mitglied des Deutschen Reichstags für den Reichstagswahlkreis Regierungsbezirk Danzig 4 (Neustadt in Westpreußen, Putzig, Karthaus) und die Polnische Fraktion.
Nach Gründung der Zweiten Polnischen Republik war er vom 19. Oktober 1919 bis zum 2. Juli 1920 Woiwode der Woiwodschaft Pommerellen mit Sitz in Toruń (Thorn). Ab 1922 war er Präsident am Obersten Verwaltungsgericht. Er wurde in Pelplin bestattet.